# Willow Park (Teksas)
Willow Park je grad u američkoj saveznoj državi Teksas. Prema popisu stanovništva iz 2010. u njemu je živjelo 3.982 stanovnika.